# Eclissi solare del 21 settembre 1903
L'eclissi solare del 21 settembre 1903, di tipo totale, è un evento astronomico che ha avuto luogo il suddetto giorno attorno alle ore 04:39 UTC. La durata della fase massima dell'eclissi è stata di 2 minuti e 12 secondi e l'ombra lunare sulla superficie terrestre raggiunse una larghezza di 241 km. L'eclissi aveva una magnitudine di 1,05. 
L'eclissi del 21 settembre 1903 è stata la seconda eclissi solare nel 1903 e la settima nel XX secolo. La precedente eclissi solare si è verificata il 29 marzo 1903, la seguente il 17 marzo 1904.

## Percorso e visibilità
L'eclissi ha attraversato ampiamente il mare, ma è stata successivamente osservata sulle isole di Marion in Antartide.

## Eclissi correlate

### Ciclo di Saros 124
Questa eclissi è un membro di una serie semestrale. Un'eclissi in una serie semestrale di eclissi solari si ripete approssimativamente ogni 177 giorni e 4 ore (un semestre) in nodi alternati dell'orbita della Luna.